# Nigel Quashie
Nigel Francis Quashie est un footballeur écossais né le 20 juillet 1978 à Southwark.

## Carrière
- 1995-1998 : Queens Park Rangers  Angleterre
- 1998-2000 : Nottingham Forest  Angleterre
- 2000-2005 : Portsmouth  Angleterre
- 2005-2006 : Southampton  Angleterre
- 2006-2007 : West Bromwich Albion  Angleterre
- 2007-2010 : West Ham  Angleterre
- 2008-2009 : Prêt Birmingham City  Angleterre
- jan 2009-2009 : Prêt Wolverhampton Wanderers FC  Angleterre
- 2009-2010 : Prêt Milton Keynes Dons  Angleterre
- 2010 : Queens Park Rangers  Angleterre
- 2012 : IR Reykjavik  Islande
- 2012- : BÍ/Bolungarvík  Islande

## Palmarès
- 14 sélections et 1 but avec l'équipe d'Écosse entre 2004 et 2007.